# Capcom's Soccer Shootout
Capcom's Soccer Shootout è un videogioco sportivo, più precisamente incentrato sul gioco del calcio, prodotto nel 1994 da Capcom per la piattaforma SNES.
A differenza di molti altri videogiochi calcistici (vedi PES o FIFA), Soccer Shootout non è parte di una serie.

## Modalità di gioco
Soccer Shootout presenta sei diverse modalità di gioco: "Exhibition", "Main Game", "All-Stars", "Indoor Game", "P.K." e "Training". Al giocatore è chiesto di scegliere fra una delle suddette modalità che gli si presentano nella schermata iniziale e, in seguito, una delle 12 squadre nazionali incluse nel gioco. Non sono presenti squadre di club e i nomi dei giocatori sono fittizi, anche se in alcuni casi è intuibile l'ispirazione da alcuni calciatori reali vista la somiglianza dei nomi.

### Exhibition
La modalità Exhibition consiste di una partita amichevole. Questa modalità offre la possibilità di scegliere il numero di giocatori, la durata dell'incontro (3, 5 o 10 minuti per tempo), lo stadio in cui disputare la partita (sono disponibili soltanto due stadi diversi distinguibili dal disegno del manto erboso, a strisce il primo, a quadri il secondo), oltre ovviamente alle due squadre partecipanti.

### Main Game
La modalità Main Game consiste di un intero torneo. Una volta scelti il numero di giocatori e le squadre, oltre alla durata dei match, essa offre la possibilità di disputare un intero campionato che vedrà la propria squadra affrontare tutte le rimanenti, secondo la formula di andata e ritorno.
Eventualmente è possibile scegliere di disputare due volte l'intero torneo, opzione che rende il gioco sicuramente più lungo e avvincente. In quest'ultimo caso, per stabilire il vincitore del Main Game, alla fine di tutto si disputerà una doppia finale fra le due squadre vincitrici dei due campionati.
Nel corso del torneo per ogni partita si somma un solo punto per la vittoria e nessuno per la sconfitta. Il pareggio non è contemplato, in caso di parità alla fine dell'incontro si procederà ai tempi supplementari e, infine, ai calci di rigore.

### All-Stars
La modalità All-Stars consiste di una partita amichevole e presenta le stesse caratteristiche della modalità Exhibition. L'unica differenza è che le squadre sono formate da calciatori presi dalle varie squadre nazionali e riuniti in maniera aleatoria nei cosiddetti Pool A (di maglia rossa) e Pool B (di maglia blu).

### Indoor Game
La modalità Indoor Game consiste di una partita amichevole ma, a differenza della modalità Exhibition, la durata del match non è modificabile (3 minuti per tempo) e l'incontro si svolge in una palestra. Non esistono le linee laterali, per cui la palla può rimbalzare contro i muri, il campo è più piccolo, le squadre sono composte da 8 giocatori (anziché gli 11 classici) e non esiste l'arbitro, per cui è ammessa ogni sorta di scorrettezza.

### P.K.
La modalità P.K. (Penalty Kicks, calci di rigore) consiste di una lotteria ai calci di rigore. Essa presenta a sua volta due sottomodalità, Exhibition e Tournament.
La sottomodalità Exhibition offre la possibilità di giocare contro un'altra squadra (controllata dalla CPU o da un altro giocatore umano). Le regole sono le stesse dei calci di rigore classici.
La sottomodalità Tournament offre invece la possibilità di giocare una sorta di torneo di calci di rigore contro ciascuna delle squadre presenti nel gioco. Ogni volta che una squadra viene sconfitta essa non può più essere affrontata all'interno del torneo. In caso di sconfitta del giocatore umano, la CPU chiederà se si vuole proseguire. In questa sottomodalità non è possibile giocare se non contro la CPU.

### Training
La modalità Training presenta 6 diverse modalità di allenamento, grazie alle quali il giocatore può prendere confidenza con i trucchi del gioco.

## Squadre
Di seguito sono elencate le squadre presenti nel gioco, in ordine di forza come indicato dal manuale di istruzioni.
- 1.  Germany (Germania)
- 2.  Italy (Italia)
- 3.  Brazil (Brasile)
- 4.  Argentina (Argentina)
- 5.  Russia (Russia)
- 6.  Spain (Spagna)
- 7.  Mexico (Messico)
- 8.  Holland (Paesi Bassi)
- 9.  G.B. (Gran Bretagna)
- 10.  France (Francia)
- 11.  U.S.A. (Stati Uniti d'America)
- 12.  Cameroon (Camerun)

Di seguito sono elencate le rose per ciascuna squadra.
Nota: l'abilità di ciascun calciatore è a discrezione del giocatore, in quanto non è presente, all'interno del gioco, alcun parametro per stabilire la forza dei singoli calciatori in ogni fondamentale.
| Germania |
| 1. P - Kuproe 2. D - Matthew 3. D - Krote 4. D - Schotz 5. D - Zigler 6. C - Arturs 7. C - Hauslehof 8. C - Riddle 9. A - Mueffler 10. A - Klink 11. A - Feiner - P - Isner - D - Helmut - C - Strasser - C - Brede - C - Kirkstien - A - Jourgenson - A - Klaus - A - Hilsen - A - Kilmer |

| Italia |
| 1. P - Pagaini 2. D - Belsario 3. D - Costa 4. D - Gavric 5. C - Maligno 6. C - Morici 7. C - Coppa 8. C - Donatelli 9. C - Sotini 10. A - Bonigno 11. A - Caligari - P - Marchetti - D - Panetta - D - Rafael - C - Bertino - C - Iaggo - A - Moricone - A - Maldina - A - Escobar - A - Collecion |

| Brasile |
| 1. P - Taffe 2. D - Jorge 3. D - Simi 4. D - Bono 5. D - Silvera 6. C - Mocha 7. C - Jenga 8. C - Zinke 9. C - Tobet 10. A - Rae 11. A - Mario - P - Zettel - D - Kauff - D - Santa - D - Miller - D - Eviad - A - Donizi - A - Padovan - A - Quilla - A - Zanagosa |

| Argentina |
| 1. P - Goya 2. D - Shamor 3. D - Rougge 4. D - Vasti 5. D - Dondao 6. C - MacAllen 7. C - Beretz 8. C - Simon 9. C - Batiste 10. A - Primo 11. A - Bilbo - P - Islang - D - Borland - D - Caracas - C - Aldo - C - Zarada - A - Arreu - A - Vinilli - A - Lanoni - A - Pambid |

| Russia |
| 1. P - Chezov 2. D - Volkov 3. D - Onofrio 4. D - Gortav 5. D - Shalito 6. C - Ivana 7. C - Kanchespel 8. C - Lyvano 9. C - Yorik 10. A - Drovolski 11. A - Kimikov - P - Kharin - D - Forov - D - Klestin - C - Patiski - C - Poporov - A - Nazarov - A - Bergin - A - Rieflin - A - Zell |

| Spagna |
| 1. P - Zarrecha 2. D - Miguel 3. D - Alcoa 4. D - Gliner 5. D - Nagel 6. C - Cabisas 7. C - Tierra 8. C - Rabero 9. A - Pulido 10. A - Sampras 11. A - Gochendo - P - Tabares - D - Antonio - D - Emilio - C - Salcedo - C - Josep - C - Gargiola - A - Moreno - A - Carreras - A - Rodriguez |

| Messico |
| 1. P - Campale 2. D - Ortiz 3. D - Mirez 4. D - Morela 5. D - Juarez 6. C - Enterrez 7. C - Parinho 8. C - Morales 9. C - Cisco 10. A - Pana 11. A - Balboa - P - Guerra - D - Escalante - D - Gabriel - D - Estevez - C - Olmos - A - Gomez - A - Chavez - A - Guaymas - A - Eduardo |

| Paesi Bassi |
| 1. P - Joseph 2. D - Koynam 3. D - De Betts 4. D - De Volt 5. D - Sutter 6. C - Rutger 7. C - Poe 8. C - Ouver 9. C - Hutch 10. A - Van Bern 11. A - Gold - P - Scheider - D - Von Tropp - D - Hoek - C - Autumn - C - Monk - A - Boswort - A - Bergdorf - A - De Woot - A - Voy |

| G.B. |
| 1. P - Tresidder 2. D - Sheer 3. D - Steen 4. D - Poppins 5. D - Patrick 6. C - Smith 7. C - Reed 8. C - Coffey 9. A - Cantor 10. A - Hector 11. A - Wreath - P - Patten - D - Burns - D - Fouts - D - Atkins - C - Grant - C - Jess - A - Craig - A - Aldridge - A - Eaton |

| Francia |
| 1. P - Xavier 2. D - Picard 3. D - Croche 4. D - Tinhi 5. D - Defebvre 6. C - Libre 7. C - Dutron 8. C - Youri 9. C - Regina 10. A - Lala 11. A - Cox - P - Falkin - D - Chering - D - Wilma - D - Medina - C - Emmens - C - Niles - C - Alberto - A - Ronneta - A - LeVay |

| U.S.A. |
| 1. P - Mendoza 2. D - Bally 3. D - Tomas 4. D - Park 5. D - Diego 6. C - Randle 7. C - Laflora 8. C - Weathers 9. A - Rosaro 10. A - Winona 11. A - James - P - Fredericks - D - Neil - D - Alexander - D - Cooley - D - Blue - C - Smalling - C - Scobel - A - Todd - A - Wenders |

| Camerun |
| 1. P - Bella 2. D - Ackeem 3. D - Nade 4. D - Waters 5. D - Zomba 6. C - Mbooto 7. C - Pascal 8. C - Poe 9. C - Oyoik 10. A - Hembre 11. A - Tatami - P - Andohar - D - Bago - C - Duane - C - Nijel - C - Coka - A - Rjum - A - Ndwar - A - Kodro - A - Rimba |